# Kaalschildgrootrug
De kaalschildgrootrug (Megalonotus dilatatus) is een wants uit de onderfamilie Rhyparochrominae en uit de familie bodemwantsen (Lygaeidae).
De onderfamilie Rhyparochrominae wordt ook weleens als een zelfstandige familie Rhyparochromidae gezien in een superfamilie Lygaeoidea. Lygaeidae is conform de indeling van bijvoorbeeld het Nederlands Soortenregister.

## Uiterlijk
Deze soort is 5,4 tot 7,1 mm lang. Net als de andere soorten uit het genus Megalonotus is het halsschild (pronotum) donker gekleurd en grof gepuncteerd en dragen de voordijen een grote en meerdere kleinere stekels. De kop, het schildje (scutellum) en de poten zijn van deze wants donker. De antennes zijn donker op. De wantsen zijn vaak langvleugelig (macropteer), maar ze kunnen ook kortvleugelig (brachypteer) zijn. De vleugels zijn dan licht verkort. Deze wants lijkt zeer veel op de gewone grootschild Megalonotus chiragra alleen mist hij de lange recht opstaande haren op het halsschild.

## Verspreiding en habitat
Behalve in het noorden komt deze soort overal voor in Europa. Naar het oosten is hij verspreid tot in Rusland, Klein Azië, Kaukasus. Ze zijn het meest talrijk op droge, open, warme leefgebieden met zand- en kalksteenbodems.

## Leefwijze
De wantsen leven op de bodem in de strooisellaag en zuigen aan de zaden van planten uit de vlinderbloemenfamilie (Fabaceae). Ze zijn vooral te vinden onder  brem (Cytisus scoparius) en zijn zeldzaam onder heidebrem (Genista).